# Dendrobium hellwigianum
Dendrobium hellwigianum är en orkidéart som beskrevs av Friedrich Fritz Wilhelm Ludwig Kraenzlin och Otto Warburg. Dendrobium hellwigianum ingår i släktet Dendrobium, och familjen orkidéer.
Artens utbredningsområde är Papua Nya Guinea. Inga underarter finns listade i Catalogue of Life.